# 九条政基
九条 政基（くじょう まさもと）は、室町時代から戦国時代初期の公家。関白・九条満家の子。従一位・関白・左大臣・准三宮。
家領経営を巡る利害対立から、子の尚経と謀って、家司の唐橋在数を殺害するという前代未聞の事件を引き起こし、勅勘処分を受けた。やがて、家領の和泉国日根荘（現・大阪府泉佐野市）に下向して自ら荘園の直接支配（直務）を行い、この間に書きつづった日記『政基公旅引付』は16世紀初頭の畿内村落の実態を活写した記録として著名である。

## 生涯

### 九条家継承
文安2年（1445年）5月7日、九条満家の次男として誕生。幼名は茶々丸。満家の晩年の子であったため、その跡を誰が継ぐのかで問題が発生した。
文安5年（1448年）10月、具合の悪かった満家は大和国にいる弟の経覚を呼び、次期九条家家督として、満家の嫡男であるが病弱であった加々丸（28歳になるが未だに元服をしていない）の10歳になる若君（九条政忠）か、満家の実子で4歳になる茶々丸のどちらに家を継がせばよいかを問うたところ、思案した経覚はひとまず10歳の若君を家督とし、将来には茶々丸に家督を譲らせるということにすれば良いのではというと、満家はたいそう喜んでその通りにし、10歳の若君を自らの養子として家を継がせた。また、加々丸は出家した。
長禄3年（1459年）3月23日、15歳で元服し、政基と名乗る。「政」の字は、時の将軍・足利義政から偏諱を受けたものである。同日、従四位下・右少将に叙せられる。
寛正元年（1460年）正月、従三位に叙せられ、同年6月に権中納言に任ぜられる。
寛正2年（1461年）8月、権大納言に任じ、寛正3年（1462年）正月には従二位に叙せられる。
当時、未だに九条家の家督は満家の孫であり、政基にとっては甥にあたる政忠であったが、この頃に両者の間で九条家の家督を巡る争いが生じた。この際、政基の母方の伯父である唐橋在治が政基擁立のために奔走したが、政忠はこれを憎んで在治の暗殺をも計画した。だが、これが将軍・足利義政の耳にまで届き、結果的に寛正6年（1465年）に政忠は隠居を余儀なくされ、政基が九条家の家督を継いだ。

### 政忠との対立
だが、政忠の隠居によって九条家の家督争いが終息したわけではく、政基と政忠の対立は続いた。
応仁2年（1468年）正月、政基は24歳で正二位・右大臣となり、文明7年（1475年）3月に左大臣になり、同8年（1476年）正月に32歳で従一位・関白となる。他方、政基の家督継承に功のあった在治は、九条家の執事（家礼）としてその家政を掌握し、後に従二位・権中納言にまで昇った。
文明11年（1479年）2月、政基は35歳で関白を辞退し、同14年（1482年）11月19日には息子の尚経に家督を譲った。
文明19年（1487年）2月、政忠が義政の執奏により、突如として関白に任じられた。これは政忠が復権のために義政に接近した結果であるが、政忠の関白就任は一代限りとされたので、政基の地位を脅かすことはなく、九条家の分裂までには至らなかった。とはいえ、九条家の家司が政基派と政忠派に分かれて争ったことにより、家政に混乱が続いた。
延徳3年（1491年）2月13日、細川政元の要請に応じて、2歳の澄之を政元の養子にした。
同3年11月、47歳で准三宮の宣下を受ける。

### 唐橋在数の殺害
応仁元年（1467年）の応仁の乱勃発時に公家社会の中枢にいた政基は、期せずしてその後の公家階級の没落の生き証人の一人となっていた。
政基は乱中、近江の坂本に避難していたが、公事用途200貫文を家司の唐橋在数（唐橋在治の子、すなわち母方の従兄弟）に立て替えてもらい、その借銭の棒引きの条件として、文明4年（1472年）に残り少ない家領のなかから和泉国日根荘（ひねのしょう）入山田（いりやまだ）村の年貢を尚経の代まで在数に引き渡す約定となった。このように九条家の財政が破綻状態にあったことに加え、延徳元年（1489年）に在治が死去すると、自らが直接九条家の家政を執ろうとする政基と、父の地位を継いで九条家家政を握ろうとする在数の対立に発展した。
このころ、在数は日根荘からの段銭徴収に失敗した穴埋めのため、日根荘を抵当として根来寺から融資を受けた。だが、その返済が滞ったことから、根来寺は抵当権の実行をはかり、九条家は財政上きわめて重要な所領を喪失する危機に直面することになった。そのため、政基と在数の両者は、この責任を互いに押し付け合った。
明応5年（1496年）正月7日、在数は九条邸に押しかけて、政基・尚経父子に返済の談判をした。これに腹を立てた政基父子は、ついに在数を殺害した。在数は家司として九条家に仕えてはいるが、もともと公卿に昇りうる家格を有する堂上家の当主である。すでに殿上人として天皇に直接仕える身であり、大学頭・大内記の官職に任じられていた。加害者も被害者も天皇に仕える貴族というこの殺人事件に、公家社会は大きな衝撃を受けるとともに、その対応に苦慮することになる。
事件後、在数と同じ菅原氏の東坊城和長は主だった菅原氏の公家たちを集めて、政基父子弾劾の準備を始めた。一方、和長は事件に乗じて、13日に大内記の後任となることに成功する。24日に北野の長者（菅原氏の氏長者）である高辻長直を筆頭に、東坊城和長、高辻章長、五条為学が連名で政基父子を告発する申状を提出し、これを受けて、勅使の白川忠富と中御門宣胤が九条邸に派遣され、事情聴取が行われた。審議の末、2月5日に裁判、同25日に判決を下すことになった。
2月5日、伝奏・勧修寺教秀、奉行・庭田重経、官務・大宮時元、局務・押小路師富、そして特に召された白川忠富、甘露寺親長らによって、後土御門天皇の臨席のもとで審理が行われた（なお、慣例により当事者が召されることはない）。大宮時元は摂関家処罰の先例として、治承の政変の松殿基房の例を挙げたものの、今回の件の先例となる例ではないとした。最終的に甘露寺親長より事件の主導的立場にいた息子の尚経のみを解官とする処分の意見が述べられ、裁判を指揮する勧修寺教秀も同調したものの、現職の関白である近衛尚通に合意を得てから裁決することとなった。ところが、これを聞いた三条西実隆が「摂家准后与家礼侍臣対揚之御沙汰、頗朝儀之軽忽歟」（『実隆公記』明応5年2月5日条）と摂関家と他の一般の公家を同格に扱うこと自体が朝廷の秩序の乱れになるとして非難し、尚通も同意に消極的な態度を示した。また、政基は裁判直後、在数の生前の不義怠慢の有様を白川忠富や中御門宣胤、徳大寺実淳、松木宗綱らに書簡で伝えて、自らの立場の弁明に努め、「摂籙」を覆そうとする在数は朝敵であり、自分は朝廷を救ったものであると主張し、いわば開き直りの姿勢を見せた。このため、25日の判決は延期され、結局は太政大臣・一条冬良の意見を採用して、閏2月3日に政基父子を後土御門天皇の勅勘に処し、出仕を停止することに決定した。また、九条家は家礼を持つことを禁じられた。
当時、戦国時代初期の戦乱の最中で朝廷の権威は危機に晒されていた。その中で公家社会は家格に基づく身分秩序を徹底させ、武家社会のような下克上を引き起こす要素を徹底して排除する保守的な態度を採ることで、公家社会の安定化・組織防衛を図った。
もっとも、政基父子への処分は軽微だったがその影響は少なくなく、赦免後も中御門宣胤のように九条家への不信・嫌悪から交際を断ったり、関係を離れていく公家がおり、九条家は他の摂家に比べて地位を低下させることになる。九条家を擁護した公家たちも、在数の子の在名の取立てを求め、唐橋家の存続を図るなど、当時の貴族社会に唐橋家への同情と、九条家の求心力・影響力の低下がみられる。

### 地方下向と晩年
明応7年（1499年）12月11日、尚経の勅勘が解かれたが、政基の勅勘は解かれぬままであった。政基はこれを契機に剃髪した。
文亀元年（1501年）3月、政基は守護方に横領されつつあった家領日根荘に下り、荘園の直務支配に従事し、根来寺や守護勢力と交渉することでその再建を図った。また、政基は日根在荘中、『政基公旅引付』と呼ばれる日記を記した。『政基公旅引付』は戦国期の村落の日常を詳細に記録した重要な一次資料であり、戦国期村落研究の基本資料として研究者に利用されている。同時期に慈眼院に滞在し、『慈眼院日記』（宮内庁蔵）を執筆した。
文亀元年（1501年）6月、尚経が関白に任じられ、翌2年（1502年）9月に澄之が細川京兆家の家督継承者となった。政基は経済基盤を確保するとともに、九条家を細川氏と一体化させようとし、自身のもとに公武の政権を一体化させる政権構想を目論んだ。
永正元年（1504年）12月、政基は帰洛した。政基は日根荘から守護勢力を排除することには成功したものの、日根荘が守護と敵対する根来寺の支配下に置かれたため、同寺の寺僧を代官に任じざるを得なかった。結果的に日根荘は事実上の根来寺領となり、政基の直務支配は失敗した。また、政基が帰洛すると、尚経との間で摩擦が発生した。
永正2年（1505年）10月、政基は山城国小塩荘にも年貢収納のために下向しているが、この時には宿直に来た九条家被官人が国方勢のために殺害される有様だった。
永正4年（1507年）6月、澄之が政元の死により新たな京兆家当主となったものの、8月に政元の別の養子である細川澄元・細川高国らに討たれた（永正の錯乱）。これにより、政基の野望は打ち砕かれた。
永正8年（1511年）4月6日、政基は尚経と衝突し、双方の家司らが合戦するにまで至った。この合戦による死者は30人に及び、負傷者は数知れずという有様であった。その様相は武家の合戦と同様であり、戦国時代の摂関家を象徴するものであった。この頃、九条家は家司との結びつきが強まっており、戦国大名の「家中」（家臣団）のようなものが形成され、その存在自体が武家に近づきつつあった。
同月、政基の子息の一人・義堯が醍醐寺三宝院に住持として入寺し、室町幕府の10代将軍・足利義尹（のち義稙）の猶子となった。だが、政基が在数の殺害で先帝の勅勘を蒙っていたこともあって、義尹はこの猶子の件を後柏原天皇に伺った上で決めており、在数殺害の一件は政基の晩年になってもなお尾を引いていた。
永正13年（1516年）4月4日、死去。72歳。法号は慈眼院。墓は東福寺山内九条家墓所にある。

## 系譜
- 父：九条満家
- 母：唐橋在豊の娘
- 妻：従三位智子（姓不明）
  - 男子：九条尚経
- 妻：武者小路隆光の娘
  - 男子：細川澄之 - 細川政元の養子
- 生母不明
  - 男子：義堯 - 醍醐寺三宝院門跡。足利義稙の猶子
  - 男子：道悟 - 円満院、仁悟法親王弟子[17]
  - 男子：養慶（? - 1582）
  - 女子：恵観尼
  - 女子：澄栄尼
  - 女子：慈受院尼